# Pedro Rubiano Sáenz
Pedro Rubiano Sáenz (Cartago, 13 de septiembre de 1932-Bogotá, 15 de abril de 2024) fue un eclesiástico católico colombiano. Ejerció como arzobispo de Bogotá desde 1994 hasta 2010.

## Biografía
Nació el 13 de septiembre de 1932, en la ciudad colombiana de Cartago, Valle del Cauca. Hijo del matrimonio formado por Pedro Rubiano y Tulia Sáenz, siendo el cuarto de seis hermanos.
Realizó su formación primaria en el «Colegio de María Auxiliadora» de las Madres Franciscanas, en su ciudad natal; y en el «Colegio Ramírez».
Realizó su formación de bachillerato en el «Colegio Diocesano de Santa Teresita», de Bitaco (1°. curso). Luego, culminó los estudios en el Seminario Menor de Cali y el Seminario Menor de Popayán.
Ingresó en el Seminario Mayor de Popayán, donde cursó los estudios de Filosofía, y los de Teología en la Universidad Laval (Canadá), donde obtuvo la licenciatura en Sagrada Teología.
Posteriormente efectuó estudios de Catequética en la Universidad Católica de América (Estados Unidos), y de Doctrina social de la Iglesia, en el Instituto Tecnológico Superior de Estudios Sociales "Los Andes" (ILADES) de Santiago de Chile.

### Sacerdocio
Su ordenación sacerdotal fue el 8 de julio de 1956, en la capilla del Seminario Mayor en Cali, a manos del Julio Caicedo Téllez SDB; incardinándose en la diócesis de Cali.
Fue vicario parroquial de San Fernando Rey. También fue párroco-fundador de San Pedro Claver, y de Ntra. Sra. de la Providencia; ambas en Cali. Fungió como capellán de la Escuela Militar de Aviación, y de la «Clínica Ntra. Sra. de los Remedios». Además, de profesor y capellán en el «Colegio de Santa Librada», y asistente espiritual en el «Colegio Luis Camacho Perea», en Cali.
Fue vicerrector del Colegio Mayor «Santiago de Cali». Ejerció como tesorero y vicario de Pastoral, en la arquidiócesis de Cali.

## Episcopado

### Obispo de Cúcuta
El 3 de junio de 1971, el papa Pablo VI lo nombró obispo de Cúcuta. Fue consagrado el 11 de junio siguiente, en la Catedral de Cali; a manos del arzobispo Angelo Palmas.
En la Conferencia Episcopal de Colombia (CEC), fue miembro de la Comisión episcopal de Pastoral social; siendo su presidente entre 1975 y 1981. Asistió a la IV Conferencia del Consejo Episcopal Latinoamericano, en Santo Domingo (República Dominicana), del 12 al 28 de octubre de 1992.

### Arzobispo en Cali
El 26 de marzo de 1983, el papa Juan Pablo II lo nombró arzobispo coadjutor de Cali. El 7 de febrero de 1985, aceptada la renuncia de Alberto Uribe Urdaneta, pasó automáticamente a ser arzobispo de Cali. El 26 de enero de 1986, en una ceremonia en la Catedral de Cali, recibió la imposición del palio arzobispal de manos del arzobispo Angelo Acerbi. 
El 22 de abril de 1990, fue elegido administrador apostólico de Popayán, cargo que ejerció hasta el 25 de enero de 1991.
Fue vicepresidente de la CEE (1987-1990), y del Comité Católico Internacional de Migración en Ginebra (1983-1989).

### Arzobispo de Bogotá
El 27 de diciembre de 1994, fue nombrado arzobispo de Bogotá y primado de Colombia. Tomó posesión canónica de la sede primada el 11 de febrero de 1995.
Fue presidente de la CEE, desde 1990 hasta 1996; durante dos períodos. Nuevamente elegido para el período 2002-2005.
El 4 de agosto de 1995, Rubiano Sáenz fundó la Comisión de Conciliación Nacional: "bajo el propósito de poner al servicio del país, una instancia social y políticamente diversa que ayudara a buscar soluciones políticas al conflicto armado colombiano, acompañar los esfuerzos de paz y establecer escenarios de confianza para el encuentro con diversos actores".
También fue presidente del Comité económico del Consejo Episcopal Latinoamericano (CELAM), entre 2003 y 2007.

### Renuncia

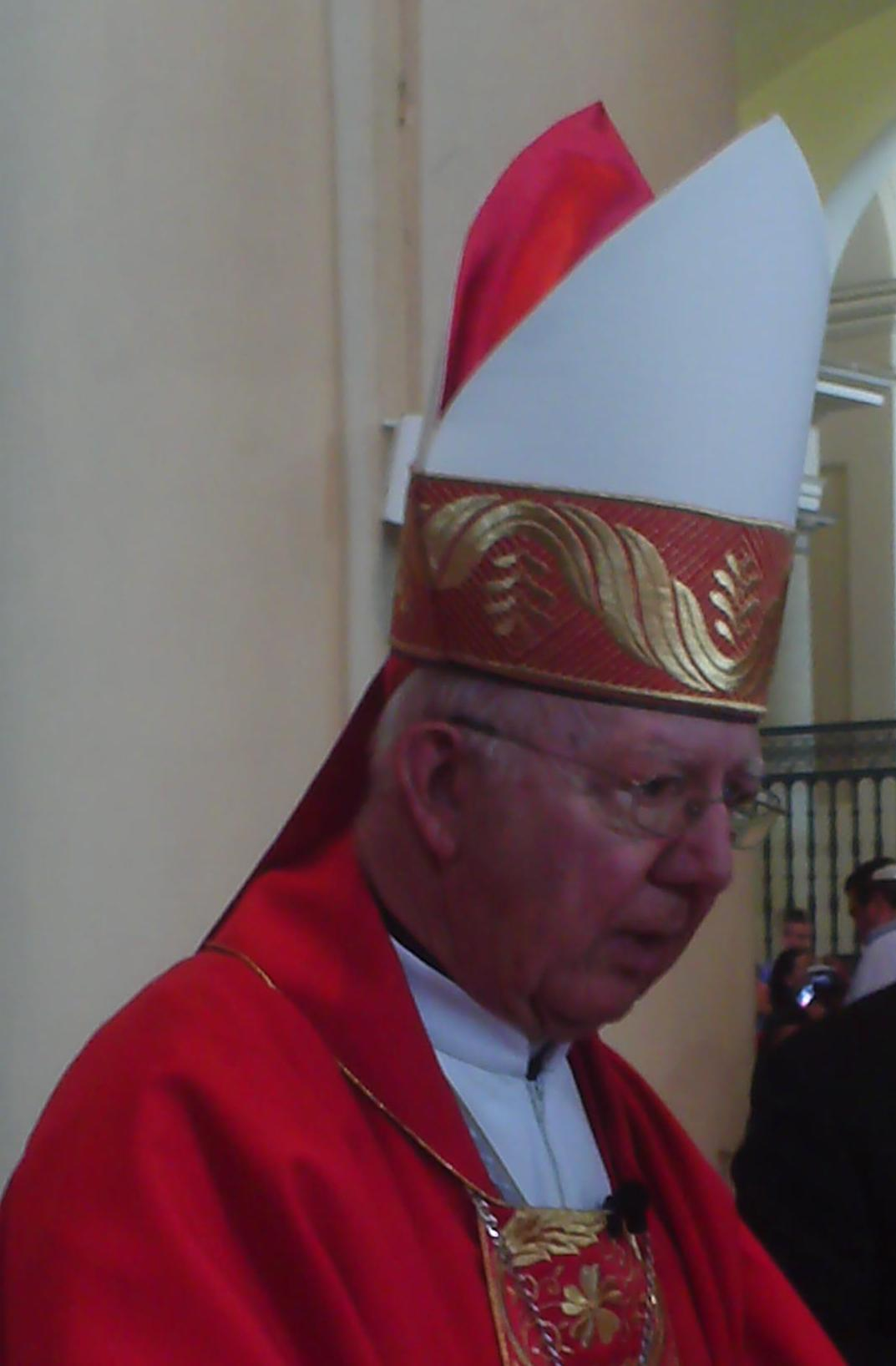
Rubiano Sáenz en 2007.

En 2007, presentó su renuncia como lo establece el Código de Derecho Canónico. El 8 de julio de 2010, el papa Benedicto XVI aceptó su renuncia, como arzobispo de Bogotá, nombrando a su sucesor al mismo tiempo. Ejerció de administrador apostólico sede vacante hasta el 13 de agosto de 2010.
En el momento de su retiro, la arquidiócesis de Bogotá contaba con 243 parroquias, al menos 360 presbíteros ocupando diferentes cargos pastorales, y una serie de fundaciones como lo son la fundación de Atención al Migrante, fundación Instituto Tecnológico del Sur y banco de Alimentos, por mencionar algunas. También es reconocido por su decisiva acción pastoral universitaria y por el fortalecimiento de los canales de comunicación del Evangelio y la formación de los fieles.

## Cardenalato
Fue creado cardenal por el papa Juan Pablo II durante el consistorio del 21 de febrero de 2001, con el titulus de cardenal presbítero de la Transfiguración de Nuestro Señor Jesucristo. Toma posesión del título el 25 de febrero del mismo año.
Asistió a la X Asamblea General Ordinaria del Sínodo de los obispos (30 de septiembre-27 de octubre de 2001).
El 15 de mayo del mismo año, fue nombrado miembro de la Congregación para la Educación Católica. El día 18 siguiente, fue nombrado miembro del Pontificio Consejo para la Pastoral de los Emigrantes e Itinerantes.
El 2 de abril de 2005, tras la muerte de Juan Pablo II, pierde sus cargos en los dicasterios de los que es miembro, de acuerdo con la constitución apostólica Pastor Bonus. Participó como cardenal elector que participó en el Cónclave que conducirá a la elección del Benedicto XVI; este último, el 21 de abril siguiente, renueva los nombramientos curiales del cardenal Rubiano donec aliter provideatur ("hasta que se disponga lo contrario").
Participó en la V Conferencia General del Episcopado Latinoamericano y del Caribe que tuvo lugar en Aparecida (Brasil), del 13 al 31 de mayo de 2006.
En 2012, cumplió 80 años, con lo cual perdió su participación en cualquier eventual cónclave.

### Fallecimiento
Falleció la mañana del 15 de abril de 2024, en su residencia en la ciudad de Bogotá; a la edad de 91 años.
La capilla ardiente se instaló el día posterior a su fallecimiento en el Seminario Mayor de Bogotá. El funeral tuvo lugar el 17 de abril, en la Catedral Primada de Colombia; donde fue sepultado en la «capilla Ntra. Sra. de los Remedios».

## Posiciones políticas e ideológicas

### Gobierno de Samper
Rubiano Sáenz criticó al presidente Ernesto Samper durante la época del Proceso 8000, un escándalo por la entrada de dinero del narcotráfico a la campaña presidencial de 1994, por lo cual hizo célebre una frase: "Si a uno se le mete un elefante a la casa, lo ve". Esta fue usada por quienes cuestionaban que Samper no estuviera al tanto de lo sucedido.

## Condecoraciones
El cardenal se otorga:
- - Orden de Boyacá, en el grado de Cruz de plata.
- - Orden de Malta (Bailío Gran Cruz)
- - Orden pro merito melitensi, en el grado de Collar.